# 오이 하키 경기장
오이 하키 경기장(일본어: 大井ホッケー競技場)은 일본 도쿄도 시나가와구 오이 부두중앙해변공원 내에 있는 하키 경기장이다. 2020년 하계 올림픽에서 하키 경기가 이루어질 예정이다.
올림픽 경기 후 하키뿐만 아니라 풋살 등 다목적 경기장으로 이용될 예정이다.